# إدارة ميتا
إدارة ميتا واحدة من 32 إدارة في كولومبيا، وتقع في وسط البلاد.